# Schloss Holzheim

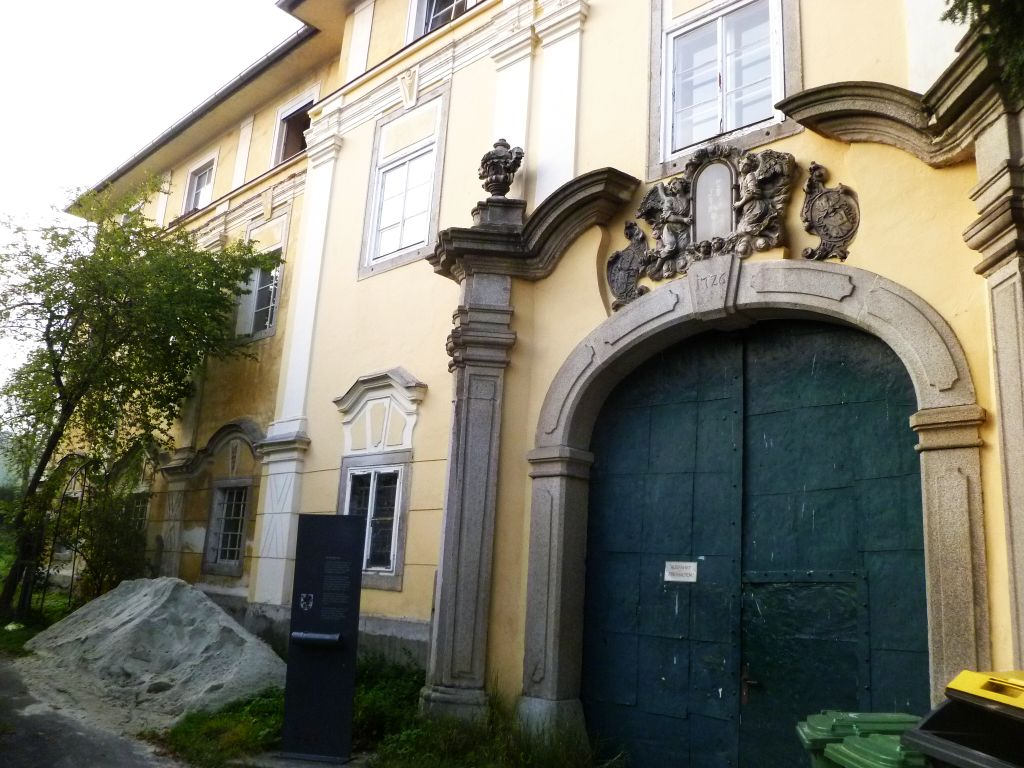
Schloss Holzheim heute

Das Schloss Holzheim, auch Painherrnhof genannt, liegt im Ortsteil Holzheim der Gemeinde Leonding im Bezirk Linz-Land (Holzheim, Peinherr Weg 2).

## Geschichte
Holzheim wurde erstmals 1075 urkundlich erwähnt. Die Herren von Holzheim waren Besitzer bis 1376, es folgten bis 1481 die Aczpeckh; anschließend gelangte das Schloss in den Besitz der Herrschaft von Steyregg. Der Name Painherrnhof geht auf den Freisitz der Brüder Georg und Wolf Painherr zurück. Diese wurden für geleistete Dienste von Kaiser Ferdinand III. 1648 in den Adelsstand erhoben. Der letzte der Painherrn war 1684 der Sohn von Wolf Painherr. 1726 brannte das alte Schloss ab und es wurde ein neuer barocker Schlossbau errichtet.
Eine Linie der Painherren besaß die gleichnamige Burg Pain an der Donau.

## Painherrnhof heute
Der Painherrnhof ist ein dreigeschoßiges Gebäude. Bemerkenswert ist das Granitportal, das die Jahreszahl 1726 trägt. Oberhalb des Portals halten zwei Engel ein Bildnis Mariens mit dem Jesusknaben, beide sind gekrönt. Vom Portal gelangt man durch ein Tonnengewölbe in einen Innenhof, der auf einer Seite Arkaden besitzt, die sich auf massive Granitpfeiler stützen. Die links und rechts befindlichen Fenster der Außenfassade sind mit Schmiedeeisengittern gesichert. Bemerkenswert ist die unterschiedliche Gestaltung der Stuckaturen oberhalb der Fenster. Die Seitenwände sind durch weiße Faschen gegliedert.
Das Schloss dient heute Wohnzwecken. Unschöne Zubauten verunstalten das Schloss. Der Bauzustand ist nicht gut, einzelne Renovierungen wurden durchgeführt.

## Ansichten

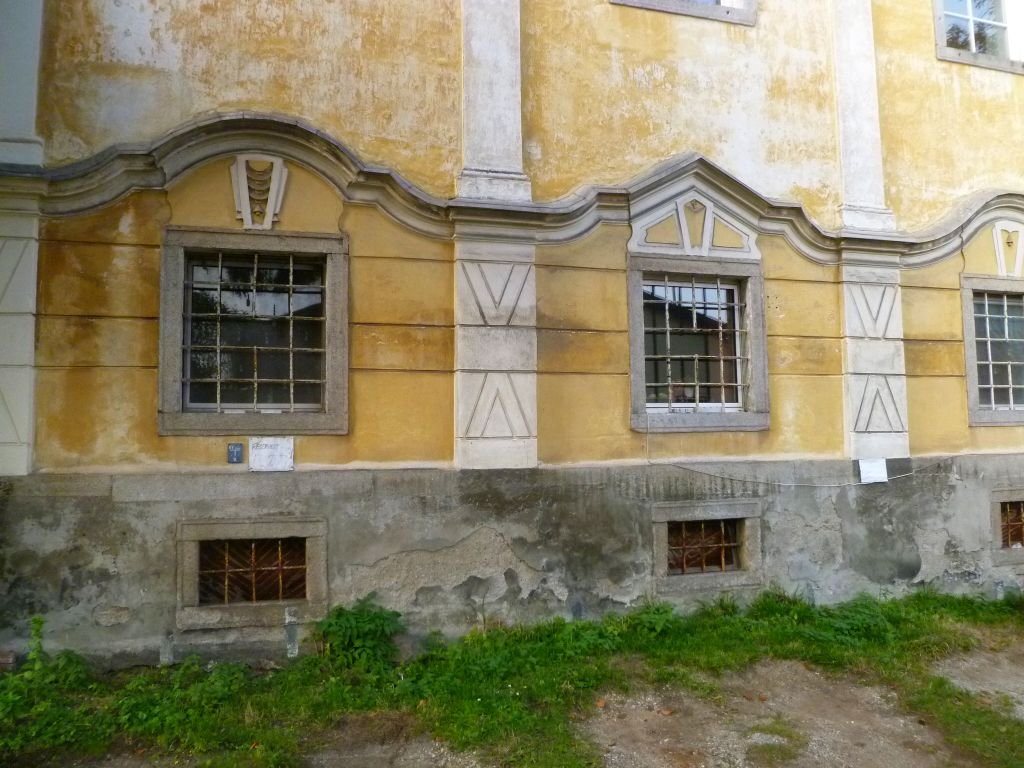
Fenstergestaltungen von Schloss Holzheim
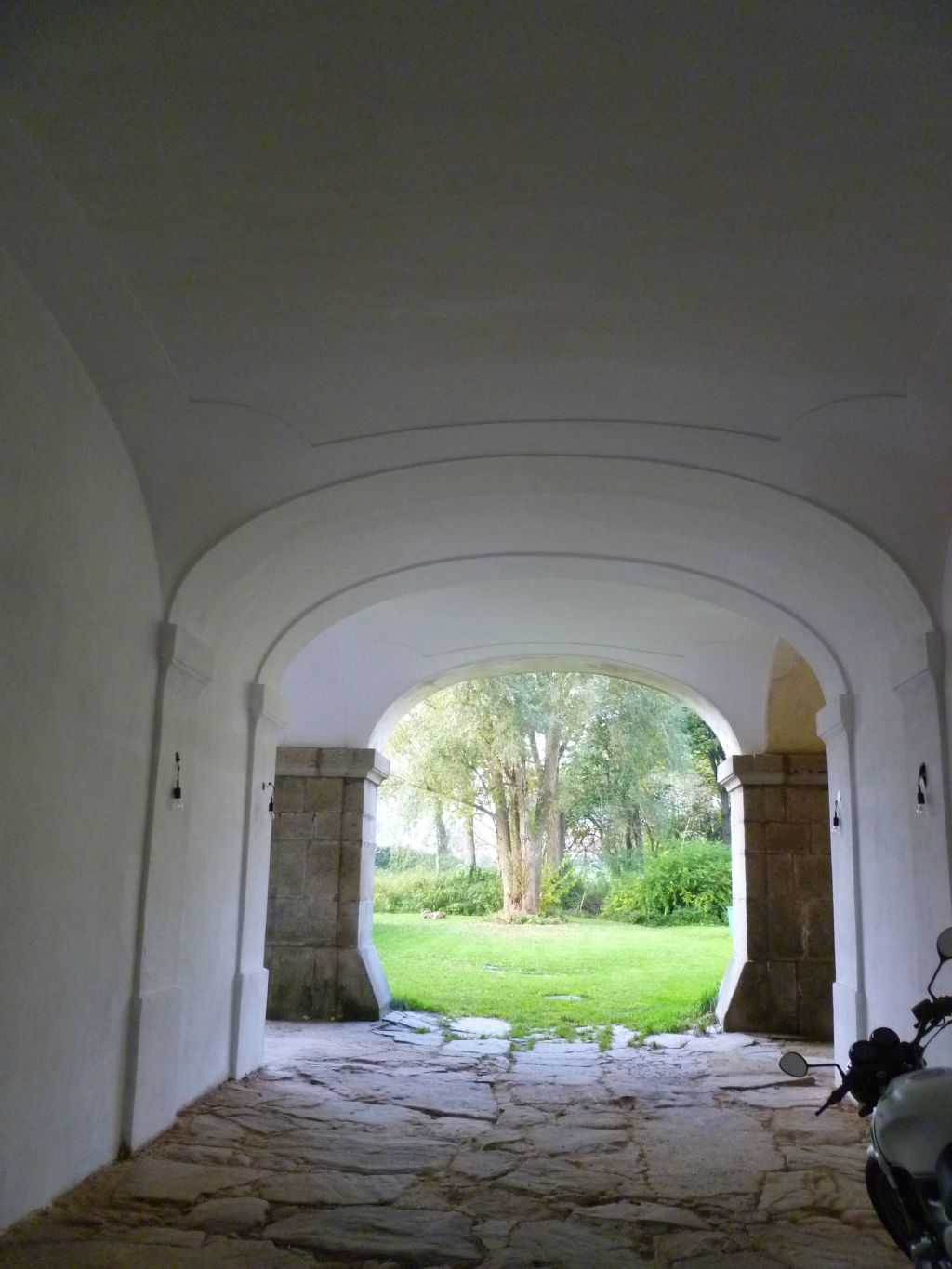
Eingangsbereich von Schloss Holzheim
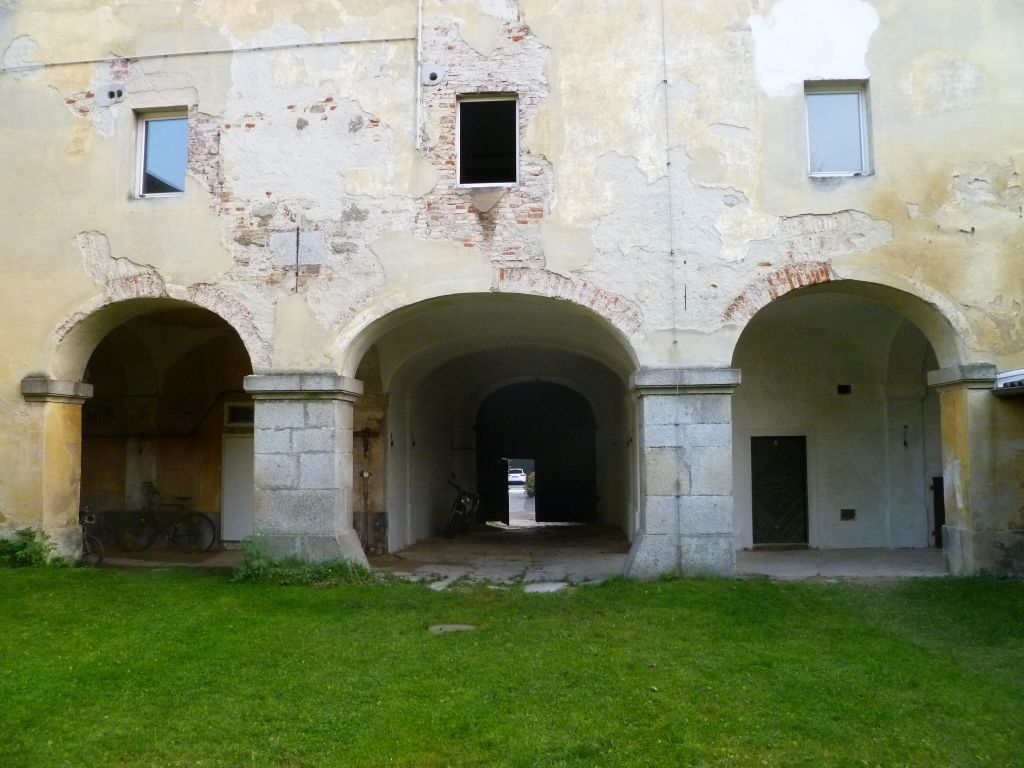
Innenhofarkaden von Schloss Holzheim
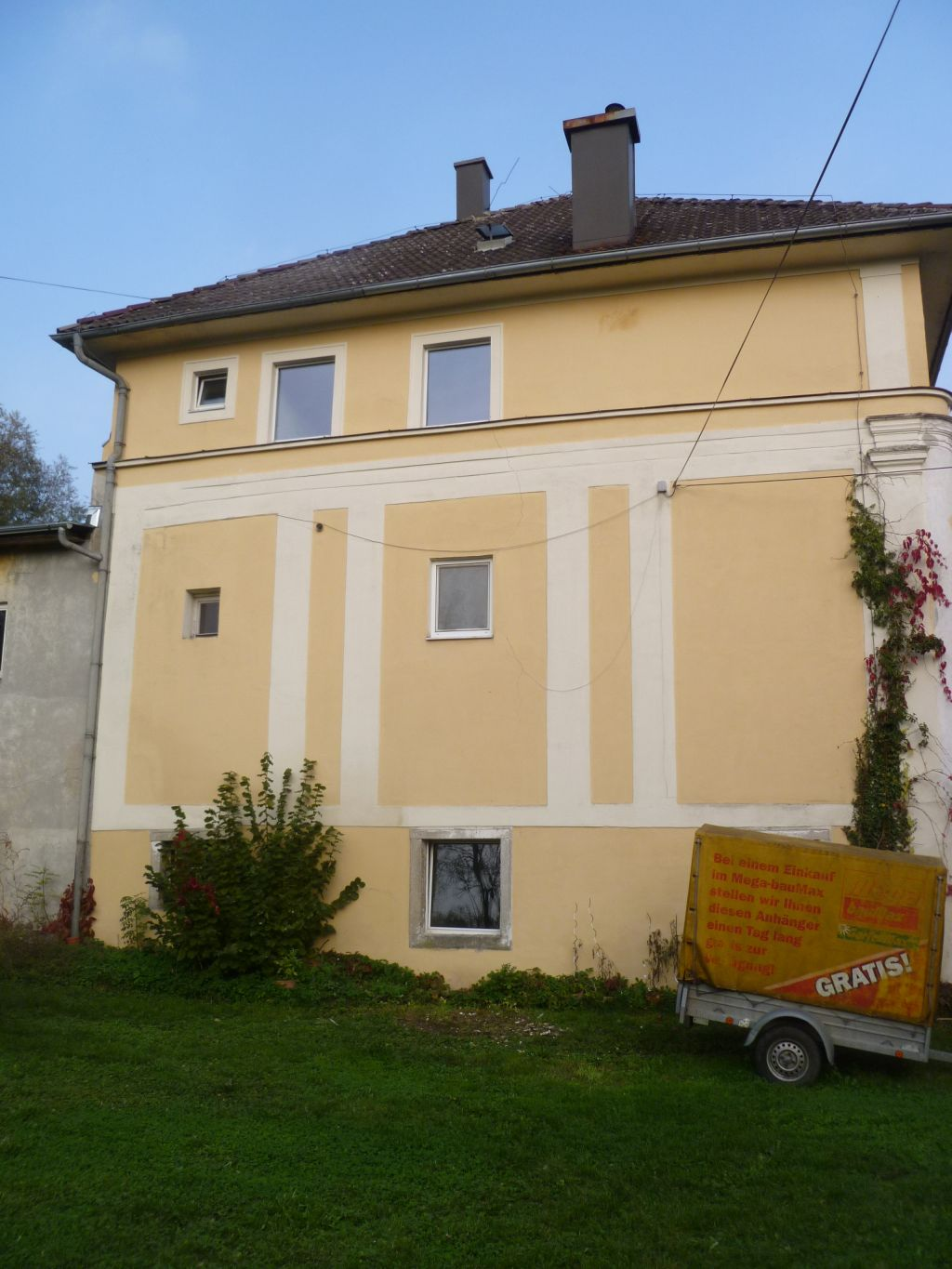
Seitenfassade von Schloss Holzheim